# Diecezja Barahona
Diecezja Barahona (łac. Dioecesis Barahonensis) – katolicka diecezja w Dominikanie należąca do archidiecezji Santo Domingo. Została wydzielona 24 kwietnia 1976 roku z diecezji San Juan de la Maguana.

## Główne świątynie
- Katedra: Katedra Matki Boskiej Różańcowej w Barahona

## Biskupi diecezjalni
- Fabio Mamerto Rivas Santos SDB (1976–1999)
- Rafael Leónidas Felipe y Núñez (1999–2015)
- Andrés Napoleón Romero Cárdenas (od 2015)